# Karl Fischer (Politiker, 1877)
Karl Fischer (* 22. September 1877 in Ludwigshafen; † 25. Februar 1950 ebenda) war ein deutscher Politiker (SPD).

## Leben und Beruf
Karl Fischer war ein gelernter Dreher. 1897 wurde er Mitglied beim Deutschen Metallarbeiter-Verband (DMV). 1903 wurde er Vorsitzender des DMV-Bezirks Ludwigshafen und 1906 hauptamtlicher Geschäftsführer. Darüber hinaus war er Aufsichtsratsvorsitzender des Konsumvereins und Vorsitzender des Gewerkschaftskartells. Im Ersten Weltkrieg wurde er von 1914 bis 1917 zum Militärdienst eingezogen. 1923 inhaftierte die französische Besatzungsmacht Fischer und wies ihn aus der Pfalz aus. 1924, wieder zurück in Ludwigshafen am Rhein, wurde er Vorsitzender des ADGBs in der Stadt. 1933 wurde er von den Nationalsozialisten in „Schutzhaft“ genommen und aller Posten enthoben. Anschließend war er bis 1940 arbeitslos. Nach dem Zweiten Weltkrieg war Fischer maßgeblich am Wiederaufbau der Gewerkschaften in Ludwigshafen beteiligt. 1945 wurde er Vorsitzender des FDGBs und stellvertretender Vorsitzender, sowie später Geschäftsführer, des Industrieverbands Metall. 1947/48 war er stellvertretender Vorsitzender des Gewerkschaftskartells.

## Politik
Fischer wurde 1898 Mitglied der SPD. Von 1918 bis 1933 war er Mitglied im Stadtrat von Ludwigshafen am Rhein, in dem er ab 1920 Fraktionsvorsitzender war. Von 1928 bis 1933 war er Abgeordneter im Bayerischen Landtag für die Stimmkreise Ludwigshafen I und II. Von 1946 bis zu seinem Tod war er erneut SPD-Fraktionsvorsitzender im Ludwigshafener Stadtrat.